# Глухівський Успенський монастир
Глухівський Преображенсько-Успенський монастир — жіночий монастир, що існував у Глухові у XVII — ХХ століттях.

## Історія
Монастир було засновано у 1670 році у м. Глухів згідно з універсалом гетьмана Дем'яна Многогрішного. Ігуменею монастиря було призначено вдову військового товариша Тамборовича — Агафію (Афанасію).
У 1681 році жіночий монастир було приписано до Вознесенського монастиря у Києві, де протягом 1685—1688 рр. ігуменею була мати гетьмана Івана Мазепи — Марія Магдалина Мазепа. У 1692 році на її клопотання московський патріарх Адріян дозволив перенести монастир з околиці на Чернеччині (сучасна суконна фабрика) до центру Глухова з розташуванням біля Успенської церкви. Її у 1686 році почали зводити за підтримки гетьмана Івана Самойловича: «нача здати муром церковь сию за отпущение грехов своих, вельможной пани Марии малжонки, и потомков своих Григория, Иакова и Анастасии в гради Глухови и за преставших рабов божих Симеона, полковника Стародубского и Параскеви, боярыни Шереметевой, гетманской дшери». Будівництво велось декілька років і було вже завершене за сприяння гетьмана Івана Мазепи.
Так, монастир отримав назву Успенського від собору, збудованого гетьманом Іваном Самойловичем на місці братської могили московських стрільців, що загинули під час антимосковських заворушень 1658 р.
В «Атласі Малоросії з картами та планами міст», складеному в 1778 року, цей храм згадується в складі монастиря: «далѣе, по линіи улицы, обывательскіе каменные погреба и сотенная канцелярія; за нею, на юз, находился дѣвичій монастырь съ церквами Успенія и Вознесенія, примыкавший къ крѣпостному валу…». Друга невеличка церква розташовувалась на південь і була побудована як трапезна на честь Різдва Христова. Вона постраждала в пожежі 1748 року і стояла пусткою
У 1694 році у монастирі було закладено Свято-Троїцький храм. Закладна дошка про цю події зберігається під номером: КП.-2024, М.-270 у Сумському обласному художньому музеї імені Никанора Онацького
Церква Успіння Пресвятої Богородиці під час пожежі 1784 року згоріла і більше не відбудовувалась. Російська імператриця Катерина II наказала її розібрати.
На місці Успенської церкви було встановлено пам'ятник з цегли. На лицьовій стороні, зверненій до вулиці, в неглибокій ніші за склом знаходилася невелика ікона Успіння Богородиці, а нижче ікони.
У 1930-ті рр. монастир був закритий органами радянської влади.

## Архітектурні пам'ятки
- Церква Успіння Пресвятої Богородиці (закладено 1686 року) — головний храм, що належав до типу простого тетраконху;
- Різдва Христова — трапезна церква;
- Свято-Троїцький храм (закладено 1694 року);

У «Атласі Малоросії з картами та планами міст» 1778 року зазначається, що «…церкви были, большей частью, об одной главъ, но были и о трех; а дъвичий монастырь имел их 4».

## Ігумені
- Агафія (Афанасія) — засновниця;
- Марія Магдалина Мазепа;
- Єлизавета (згадується під 1754 роком).